# Vicente Ripa
Vicente Ripa González (Miranda de Arga, 18 de septiembre de 1945) es un catedrático de bachiller y político español.

## Biografía
Licenciado en Filosofía y Letras. Ha sido profesor y director de Instituto en Cantabria y Navarra, Director de Enseñanzas no Universitarias del Gobierno de Navarra, Director Provincial de Educación y Ciencia, Alto Inspector del Servicio Territorial de la Alta Inspección y Director Gerente del Instituto Navarro de Deporte y Juventud.
Fue elegido Diputado al Congreso en la VIII legislatura en las listas del Partido Socialista Obrero Español por la circunscripción electoral de Navarra, aunque al poco tiempo hubo de dimitir al ser nombrado Delegado del Gobierno en dicha comunidad autónoma. En 2008 fue cesado y nombrado Subdelegado del Gobierno en Soria.